# Voorst (Oude IJsselstreek)
Pour les articles homonymes, voir Voorst (homonymie).
Voorst est un hameau situé dans la commune néerlandaise d'Oude IJsselstreek, dans la province de Gueldre.